# Tjuotsetemjaure
Tjuotsetemjaure är en sjö i Arvidsjaurs kommun i Lappland och ingår i Byskeälvens huvudavrinningsområde. Sjön har en area på 0,325 kvadratkilometer och ligger 445,8 meter över havet.

## Delavrinningsområde
Tjuotsetemjaure ingår i det delavrinningsområde (729503-162478) som SMHI kallar för Mynnar i Långträsket. Medelhöjden är 455 meter över havet och ytan är 5,81 kvadratkilometer. Det finns ett avrinningsområde uppströms, och räknas det in blir den ackumulerade arean 11,41 kvadratkilometer. Vattendraget som avvattnar avrinningsområdet har biflödesordning 3, vilket innebär att vattnet flödar genom totalt 3 vattendrag innan det når havet efter 184 kilometer. Avrinningsområdet består mestadels av skog (92 procent). Avrinningsområdet har 0,37 kvadratkilometer vattenytor vilket ger det en sjöprocent på 6,3 procent.